# The Pleasure of Your Company (album)
The Pleasure of Your Company is het tweede studioalbum van Born Crain en werd in september 2008 in België uitgebracht. Zijn single 4 Letter Word was een voorproefje van het album.

## Tracks
1. 4 Letter Word
2. Tonight
3. Falling From Heaven
4. Let's Ride the Carousel
5. Money in My Pocket
6. Won't Somebody Help Me
7. Mrs. Wrong
8. For One More Day
9. Bye Mr. Jones
10. It's All Attitude
11. Told You So
12. I Won 't Be There